# Stanislav Kokorin
Stanislav Mijáilovich Kokorin (en ruso: Станислав Михайлович Кокорин; Tiumén, 22 de enero de 1990) es un deportista ruso que compitió en escalada, especialista en la prueba de velocidad.
Ganó cuatro medalla en el Campeonato Mundial de Escalada entre los años 2011 y 2019, y dos medallas en el Campeonato Europeo de Escalada, plata en años 2010 y bronce 2017. Además, consiguió dos medallas en los Juegos Mundiales, en los años 2013 y 2017.

## Palmarés internacional
| Campeonato Mundial | Campeonato Mundial           | Campeonato Mundial | Campeonato Mundial |
| Año                | Lugar                        | Medalla            | Prueba             |
| ------------------ | ---------------------------- | ------------------ | ------------------ |
| 2011               | Arco (Italia)                | Medalla de plata   | Velocidad          |
| 2014               | Gijón (España)               | Medalla de plata   | Velocidad          |
| 2018               | Innsbruck (Austria)          | Medalla de bronce  | Velocidad          |
| 2019               | Hachioji (Japón)             | Medalla de bronce  | Velocidad          |
| Campeonato Europeo |                              |                    |                    |
| Año                | Lugar                        | Medalla            | Prueba             |
| 2010               | Imst (Austria)               | Medalla de plata   | Velocidad          |
| 2017               | Campitello di Fassa (Italia) | Medalla de bronce  | Velocidad          |